# Manciles
Manciles – gmina w Hiszpanii, w prowincji Burgos, w Kastylii i León, o powierzchni 6,58 km². W 2011 roku gmina liczyła 25 mieszkańców.